# چه (فیلم)
چه (به انگلیسی: Che) فیلمی دوبخشی در ژانر زندگی‌نامه به کارگردانی استیون سودربرگ و محصول ۲۰۰۸ درباره چه‌گوارا و انقلابیون مارکسیست است. فیلم‌ها به جای اینکه از ترتیب زمانی پیروی کنند، یک سری از لحظات متقاطع از جدول زمانی ارائه می‌دهند. بخش اول به انقلاب کوبا و سقوط دیکتاتوری فولگنسیو باتیستا تا دو سال بعد می‌پردازد. بخش دوم که چریک نام دارد و بر تلاش چه گوارا بر ایجاد انقلاب در بولیوی و همچنین پایان کار او متمرکز است. بنیسیو دل تورو، دمیان بیچیر، خودریگو سانتورو، سانتیاگو کاباررا، فرانکا پوتنته، جولیا اورموند، مارک-آندره گروندین، لو دیاموند فیلیپس، ژواکیم دی آلمیدا، ادگار رامیرز، گاستون پائولس و اسکار آیزاک از بازیگران این فیلم به شمار می‌روند. 
فیلمنامه ترنس مالیک در ابتدا محدود به تلاش چه گوارا برای شروع انقلاب در بولیوی بود. وقتی پروژه با کمبود بودجه مواجه شد، مالیک پروژه را ترک کرد و استیون سودربرگ موافقت کرد که فیلم را کارگردانی کند. او فهمید که هیچ زمینه‌ای برای اقدامات چه گوارا در بولیوی وجود ندارد و تصمیم گرفت که مشارکت وی در انقلاب کوبا و حضور او در سازمان ملل متحد در سال ۱۹۶۴ را به تصویر بکشد. پیتر پاچمن برای نوشتن فیلمنامه استخدام شد، فیلمنامه آنقدر طولانی شد که استیون سودربرگ فیلم را به دو بخش تقسیم کند، یک بخش شرح حال کوبا و دیگری بولیوی. فیلم‌برداری از سال ۲۰۰۷ و در اسپانیا، آرژانتین، پورتوریکو و مکزیک انجام شد. 
فیلم اولین بار در جشنواره کن اکران شد و نظرات مثبتی نیز دریافت کرد و بنیسیو دل تورو موفق به دریافت بهترین بازیگر مرد شد.

## داستان
فیلم از ملاقات فیدل کاسترو و چه گوارا در مکزیکو سیتی آغاز می‌شود، در بخش اول تا پیروزی درخشان گوارا در تسخیر شهر سانتا کلارا (کوبا) و حرکت وی و ارتش چریک‌ها تحت رهبری او به سمت هاوانا ادامه می‌یابد.
در قسمت دوم، پیروزی بر رژیم فولگنسيو باتيستا و عزیمت وی به کنگو و سپس بولیوی و جان باختنش محور اصلی فیلم است.

## بازیگران
- بنیسیو دل تورو در نقش چه گوارا
- دمیان بیچیر در نقش فیدل کاسترو
- خودریگو سانتورو در نقش رائول کاسترو
- سانتیاگو کاباررا در نقش کامیلو سینفوئگوس
- کاتالینا ساندینو مورنو در نقش آلیدا مارچ
- جولیا اورموند در نقش لیسا هاوارد
- خورخه پروگوریا در نقش خوان ویتالیو آکونا
- ادگار رامیرز در نقش سیرو ردوندو
- آرماندو ریسکو در نقش داریل رامیرز
- جسو گارسیا در نقش خورخه
- اسکار آیزاک در نقش مفسر سازمان ملل
- فرانکا پوتنته در نقش تامارا بونکه
- لو دایموند فیلیپس در نقش ماریو مونجه
- ژواکیم دی آلمیدا در نقش رنه بارینتوس
- مارک-آندره گروندین در نقش ریجیس دبرا
- اسکار جانادا در نقش دیوید آردازولا
- مت دیمون در نقش پدر شوارتر
- خوان کارلوس بئیدو

## انتشار
حقوق توزیع نمایشی در چندین سرزمین اصلی از جمله فرانسه، انگلستان، اسکاندیناوی، ایتالیا و ژاپن پیش‌فروش شد. استودیو قرن بیستم حق نمایشی فیلم را خرید. چه نخستین بار در جشنواره فیلم کن در دو سانس متوالی در ۲۱ مه ۲۰۰۸ به نمایش درآمد. در اسپانیا، بخش اول فیلم در تاریخ ۵ سپتامبر ۲۰۰۸ و بخش دوم آن در ۲۷ ژانویه ۲۰۰۹ به نمایش درآمد. در فرانسه نیز، بخش اول در ۷ ژانویه ۲۰۰۹ و بخش دوم آن در ۲۷ ژانویه ۲۰۰۹ اکران شد. همچنین چه در چهل و چهارمین جشنواره فیلم نیویورک و سی و سومین جشنواره بین‌المللی فیلم تورنتو نیز به نمایش درآمد. چه در ۱۲ دسامبر ۲۰۰۸، در سینماهای لس آنجلس و نیویورک اکران شد تا واجد حضور در مراسم اسكار باشد. چه در نوامبر ۲۰۰۸ در آرژانتین به نمایش درآمد و به همین مناسبت خیابان‌های بوئنوس آیرس با ترافیکی بی‌سابقه در تاریخ این شهر در مقابل گیشه های سینما مواجه شد.